# Pseudorthodes togata
Pseudorthodes togata är en fjärilsart som beskrevs av Walker 1865. Pseudorthodes togata ingår i släktet Pseudorthodes och familjen nattflyn. Inga underarter finns listade.